# Farnsworth (Texas)
Farnsworth statisztikai település az USA Texas államában, Ochiltree megyében. Lakosainak száma 95 fő (2020. április 1.).

## Népesség
A település népességének változása:

| 2020 | 95 |